# 蒋齐生
蒋齐生（1917年12月8日—1997年7月9日），男，汉族，陕西户县人，中国新闻摄影家，曾任中国摄影家协会常务理事，中国新闻摄影学会会长。